# Békéscsaba Előre
Der Békéscsaba 1912 Előre SE (SE = Sportegyesület, „Sportverein“), kurz Békéscsaba 1912 Előre oder einfach nur Békéscsaba Előre, ist ein ungarischer Fußballverein aus der ungarischen Kleinstadt Békéscsaba. Der Verein wurde 1912 als Előre Munkás Testedző Egyesület gegründet und durchlief zahlreiche Namensänderungen. Die Vereinsfarben sind Violett und Weiß.

## Geschichte
1974 stieg Békéscsaba Előre erstmals in die höchste ungarische Spielklasse auf und erreichte 1988 mit einem 3:2-Finalsieg über Kispest-Honvéd FC im ungarischen Pokalwettbewerb seinen größten Erfolg.
Bis zum Ende der Saison 2004/05 verbrachte der Verein insgesamt 25 Spielzeiten in der ersten ungarischen Liga, der Nemzeti Bajnokság I., 2008 ist er in die NB II. abgestiegen, bis im Jahr 2015 der Wiederaufstieg gelang. 2016 folgte der erneute Abstieg.

## Europapokalbilanz
| Saison  | Wettbewerb                  | Runde         | Gegner                     | Gesamt | Hin     | Rück    |
| ------- | --------------------------- | ------------- | -------------------------- | ------ | ------- | ------- |
| 1988/89 | Europapokal der Pokalsieger | Vorrunde      | Bryne IL                   | 4:2    | 3:0 (H) | 1:2 (A) |
| 1988/89 | Europapokal der Pokalsieger | 1. Runde      | Sakaryaspor                | 1:2    | 0:2 (A) | 1:0 (H) |
| 1994/95 | UEFA-Pokal                  | Qualifikation | Vardar Skopje              | 2:1    | 1:1 (A) | 1:0 (H) |
| 1994/95 | UEFA-Pokal                  | 1. Runde      | Tekstilschtschik Kamyschin | 2:6    | 1:6 (A) | 1:0 (H) |
| 1995    | UEFA Intertoto Cup          | Gruppenphase  | União Leiria               | 2:2    | 2:2 (H) |         |
| 1995    | UEFA Intertoto Cup          | Gruppenphase  | Næstved IF                 | 3:3    | 3:3 (A) |         |
| 1995    | UEFA Intertoto Cup          | Gruppenphase  | Ton Pentre AFC             | 4:0    | 4:0 (H) |         |
| 1995    | UEFA Intertoto Cup          | Gruppenphase  | SC Heerenveen              | 0:4    | 0:4 (A) |         |

Gesamtbilanz: 12 Spiele, 5 Siege, 3 Unentschieden, 4 Niederlagen, 18:20 Tore (Tordifferenz −2)

## Namensänderungen
- 1912 – Békéscsabai Előre Munkás Testedző Egyesület
- 1934 – Békéscsabai Tőrekvés Sport Egyesület
- 1946 – Békéscsabai Előre Munkás Testedző Egyesület
- 1948 – Békéscsabai Szakszervezetek Sport Egyesület
- 1951 – Békéscsabai Épitők Sport Köre
- 1957 – Békéscsabai Előre Épitők Sport Köre
- 1963 – Békéscsabai Előre Sport Club
- 1970 – Békéscsabai Előre Spartacus SC
- 1991 – Békéscsabai Előre Football Club
- 1999 – Előre Football Club Békéscsaba
- 2005 – Békéscsabai 1912 Előre Sport Egyesület
- 2008 – Békéscsabai 1912 Frühwald Előre Sport Egyesület
- 2012 – Békéscsabai 1912 Előre Sport Egyesület
- 2012 – Békéscsabai 1912 Előre

## Erfolge
- Ungarischer Pokalsieger: 1988

## Trainer
- Kálmán Mészöly (1976–1978)